# Liste der Monuments historiques in Buriville
Die Liste der Monuments historiques in Buriville führt die Monuments historiques in der französischen Gemeinde Buriville auf.

## Liste der Objekte
| Bezeichnung                | Beschreibung                      | Standort                      | Kennzeichnung | Schutzstatus | Datum | Bild |
| -------------------------- | --------------------------------- | ----------------------------- | ------------- | ------------ | ----- | ---- |
| Skulptur Heiliger Antonius | Holz, Anfang des 18. Jahrhunderts | in der Kirche St-Basle (Lage) | PM54001446    | Inscrit      | 1977  |      |
| Kelch                      | Silber, vergoldet, vor 1705       | in der Kirche St-Basle (Lage) | PM54000125    | Classé       | 1983  |      |